# Наоми (кечистка)
Вижте пояснителната страница за други личности с името Наоми.
Тринити Фату (бащино Макрей; родена на 30 ноември 1987) е професионална кечистка, модел, танцьорка и певица. Подписала с WWE, където участва под сценичното име Наоми и е Шампионка при жените на Разбиване за втори път. През 2010 г. тя е част от третия сезон на NXT, където стига до второто място под ръководството на Кели Кели.

## Титли и отличия
- Florida Championship Wrestling
  - Шампионка на дивите на FCW (1 път, първа)
- Pro Wrestling Illustrated
  - PWI я класира като №7 от топ 50 кечистки в PWI Female 50 през 2015
- Wrestling Observer Newsletter
  - Най-лошата вражда на годината (2015) – Отбор Пи Си Би срещу Отбор „Лоши“ срещу Отбор „Бела“
  - Най-лошия мач на годината (2013) – Камерън, Ива Мари, ДжоДжо, Наталия и Близначките Бела срещу Ей Джей Лий, Аксана, Алиша Фокс, Кейтлин, Роса Мендес, Съмър Рей и Тамина Снука на 24 ноември
- WWE
  - Шампионка при жените на Разбиване (2 пъти)
  - Отборна шампионка при жените на WWE (2 пъти) – със Саша Бенкс (1) и Бианка Белеър (1)
  - Договорът в куфарчето (2025)
  - Награди „Слами“ (1 път)
    - Най-добри танцови движения на годината (2013) – с Камерън като „Фънкодактилките“